# リボン (BUMP OF CHICKENの曲)
「リボン」は、BUMP OF CHICKENの8作目の配信限定シングル。2017年5月1日にリリースされた。
予告無しで配信リリースされたが、配信開始2時間弱でiTunes総合ランキング1位となった。
その後もCMなどの影響でロングヒットとなり、同年10月には25万ダウンロードを突破した。

## 収録曲
1. リボン
スマートフォン「Galaxy S8 - 昨日までを、超えてゆけ」テレビCM/ウェブCMソング[2]
アニメ映画『思い、思われ、ふり、ふられ』挿入歌
ディズニーおよびピクサー制作のアニメ映画「星つなぎのエリオ」日本版エンドソング
バンドの結成20周年の期間中に、最後に生まれた楽曲[3]。バンド結成20周年目最終日の2017年2月10日に、スタジオライブがAbemaTV、スペシャアプリ、YouTube Liveで3元同時中継された[4]。
過去の楽曲を思わせるフレーズ（歌詞とメロディの組み合わせ）が至るところに存在するものの[5]、藤原自身は意識していなかったという[6]。